# Thalestris pectinimana
Thalestris pectinimana is een eenoogkreeftjessoort uit de familie van de Thalestridae. De wetenschappelijke naam van de soort is voor het eerst geldig gepubliceerd in 1884 door Car.